# Dennis Genpo Merzel

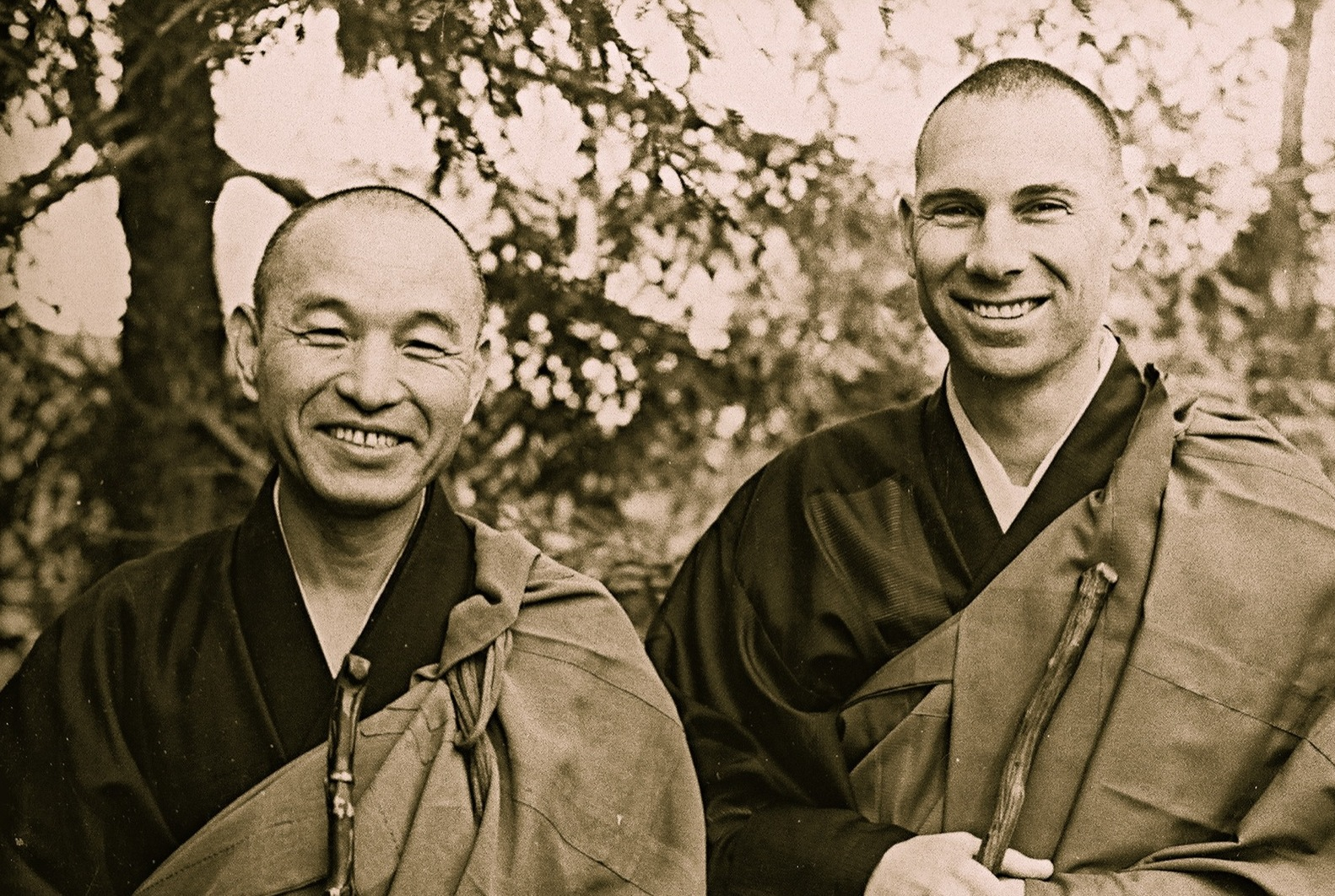
Taizan Maezumi i Dennis Genpo Merzel

Dennis Merzel (ur. 3 czerwca 1944, Brooklyn) – założyciel międzynarodowej grupy buddyzmu zen o nazwie Kanzeon International Sangha z siedzibą w Salt Lake City w USA, z ośrodkami we Francji, Polsce, Belgii, Niemczech, Anglii, na Malcie i w Holandii.
Jest nauczycielem (rōshi = mistrz) buddyzmu zen. Nosi imię buddyjskie Genpo. Jego nauczycielem był rōshi Taizan Maezumi.
Opracował "proces Big Mind", mieszankę zen i zachodnich technik psychologicznych. Jest autorem pięciu książek i kilku filmów na DVD. Dwie z jego książek zostały wydane w języku polskim.

## Twórczość
- The Eye Never Sleeps: Striking to the Heart of Zen (1991) (wyd. polskie Oko nigdy nie śpi)
- Beyond Sanity and Madness: The Way of Zen Master Dogen (1994)
- 24/7 Dharma: Impermanence, No-Self, Nirvana (2001)
- The Path of the Human Being: Zen Teachings on the Bodhisattva Way (2005)
- Big Mind, Big Heart: Finding Your Way (2007) (wyd. polskie Big Mind Wielki umysł wielkie serce)